# 徐申懋
徐申懋（？—？），號又生，南直隸常州府宜興縣民籍，明朝政治人物。

## 生平
萬曆四十六年（1618年）戊午科應天鄉試舉人，天啟二年（1622年）壬戌科進士，刑部觀政，五年授工部主事，六年以事降調浙江副理問，同年升分水縣知縣。崇禎元年升工部虞衡司主事，管盔甲所，管安民所。崇禎十五年起戶部湖廣司主事，十六年升廣東司郎中，十七年出知成都府。

## 家族
曾祖徐臺，太學生。祖父徐啓鑾，鄉飲。父徐紹瀛，庠生。孫徐徵麟，崇禎癸未進士。